# Alle præsidentens mænd
|  | For filmatiseringen af bogen, se Alle præsidentens mænd (film) |
Alle præsidentens mænd (originaltitel All the President's Men) er en dokumentarisk bog fra 1974 skrevet af de to journalister Carl Bernstein og Bob Woodward, der for The Washington Post undersøgte omstændighederne, der ledte til Watergate-skandalen. Bogen indeholder en kronologisk gennemgang af den undersøgende journalistik, der gik fra det første indbrud i Watergate-bygningen, over tilbagetrædelsen af  H. R. Haldeman og John Ehrlichman og frem til afsløringen af Watergate-båndene i 1973. 
| Bog | Spire Denne artikel om bøger og tidsskrifter er en spire som bør udbygges. Du er velkommen til at hjælpe Wikipedia ved at udvide den. |